# Paula Echeverría-Galindo
Paula Echeverría-Galindo (ciudad de Guatemala, 1990) es bióloga, guatemalteca, con una maestría en Ciencias del Mar y Limnología, y un doctorado en Recursos Naturales. El campo de investigación de Echeverría-Galindo se centra en identificar cómo cambian los cuerpos lacustres, así como su ecología moderna, debido al cambio climático y al impacto humano. Los proyectos de investigación en los que ha estado involucrada abarcan rangos amplios altitudinales que van desde ~ 100 hasta ~ 5,000 metros sobre el nivel del mar (m snm) con el fin de comparar la respuesta de diferentes microorganismos acuáticos ante el cambio climático y la presión antrópica, y cómo estas se ve reflejadas a diferentes altitudes.

## Trayectoria
Estudió la licenciatura en biología en la Facultad de Ciencias Químicas y Farmacia de la Universidad de San Carlos de Guatemala, y obtuvo su título con la tesis Ostrácodos (Crustacea: Ostracoda) en lagos kársticos (Montebello, Selva Lacandona y El Petén) en el norte de los Neotrópicos en relación a un gradiente altitudinal: diversidad, distribución y ecología.
En 2016, obtuvo una beca Heinrich Böll Stiftung - México y El Caribe para cursar la maestría en Ciencias del Mar y Limnología en el Instituto de Ciencias del Mar y Limnología de la Universidad Nacional Autónoma de México. Además, obtuvo la beca para estudios de posgrado que ofrece el Consejo Nacional de Ciencia y Tecnología de México (CONACYT). Presentó la tesis de maestría: Reconstrucción paleoambiental de dos lagos kársticos en el norte de los neotrópicos con base en múltiples paleo bioindicadores acuáticos y análisis multielemental. Desde 2018, trabaja como investigadora en la Universidad Técnica de Brunswick en Alemania. Su trabajo doctoral fue parte del programa Geo-ecosystems in Transition on the Tibetan Plateau (TransTiP, por sus siglas en inglés) en el Instituto de Geosistemas y Bioindicación (IGeo).
Su investigación de doctorado se titula: Hidrología del Holoceno tardío inferida por múltiples bioindicadores acuáticos en Nam Co, Tibet (en inglés Late Holocene hydrology inferred by multiple aquatic bioindicators in Nam Co, Tibet Plateau). En este proyecto, Paula exploró la distribución y la ecología moderna de tres grupos taxonómicos (Arcellinida, Ostracoda y Chironomidae) utilizados como bioindicadores acuáticos y aplicó esta información moderna en núcleos sedimentarios que permitieron inferir los cambios hidrológicos durante el Holoceno tardío (últimos 2,000 años) en el lago de Nam Co en Tíbet. 
Actualmente, su trabajo postdoctoral explora el impacto antropogénico en un lago que se encuentra en la ciudad Medieval de Bad Waldsee, Alemania. El objetivo es explorar los cambios ocurridos en el lago desde el siglo XII hasta el siglo XVIII, y cómo los microorganismos acuáticos y en general el estado trófico del lago ha sido afectado por los humanos.   
A lo largo de su formación ha estado involucrada en proyectos del International Continental Scientific Drilling Program (ICDP por sus siglas en inglés), participando en talleres en Managua e Izabal, y realizando trabajo de campo para recuperar secuencias sedimentarias en el Lago de Chalco, México, y en laboratorio analiza muestras del lago Petén Itzá, Guatemala. 

## Puestos de decisión
- Miembro de la Academia Mundial de Ciencias para el Avance de la Ciencia en Países en Desarrollo - Socio Regional para América Latina y el Caribe (TWAS - LACREP)
- Miembro de Past Global Changes Early-Career Network y representante regional para Centro y Sur América, subregión Guatemala
- Integrante de la Organización para las Mujeres en Ciencia para el Mundo en Desarrollo[5] y parte del Comité Ejecutivo 2022-2024
- Miembro de International Research Group on Ostracoda

## Publicaciones Científicas
- Kulkarni C., Jara I., Chevalier M., Isa A., Alinezhad K., Brugger S., Bunbury M., Cordero-Oviedo C., Courtney-Mustaphi C., Echeverría-Galindo P., Ensafi Moghaddam T., Ferrara V., Garcia-Rodriguez F., Gitau P., Hannaford M., Herbert A., Hernández A., Jalali B., Jha D., Kinyanjui R., Koren G., Mackay H., Mansilla C., Margalef O., Mukhopadhyay S., Onafeso O., Riris P., Rodriguez-Abaunza A., Rodríguez-Zorro P., Saeidi S., Ratnayake A., Seitz C., Spate M., Vásquez C. and Benito X. 2023. pSESYNTH project: Community mobilization for a multidisciplinary paleo database of the Global South. Past Global Changes Magazine, https://doi.org/10.22498/pages.31.1.30
- Echeverría-Galindo P., Rigterink S., Pérez L., Massaferro J., Pérez L., Wünnemann B., Hoelzmann P., Kang W., Börner N., Schwarz A., Laug A., Peng P., Wang J., Zhu L., Schwalb A. 2023. Chironomid (Insecta: Chironomidae) community structure response to hydrological changes in the mid-1950s in lake Nam Co, Tibetan Plateau. Journal of Quaternary Science, https://doi.org/10.1002/jqs.3517
- Rigterink S., Echeverría-Galindo P., Martínez-Abarca R., Massaferro J., Hoelzmann P., Wünnemann B., Laug A., Pérez L., Kang W., Börner N., Schwarz A., Peng P., Wang J., Zhu L., Schwalb A. 2022. Sub-fossil chironomids as indicators of hydrological changes in the shallow and high-altitude lake Shen Co, Tibetan Plateau, during the last 200 years. Journal of Limnology, https://doi.org/10.4081/jlimnol.2022.2077
- Martínez-Abarca R., Bücker M., Hoppenbrock J., Flores Orozco A., Pita de la Paz C., Fröhlich K., Buckel J., Lauke T., Moguel B., Bonilla M., Rubio-Sandoval K., Echeverría-Galindo Paula, Landois S., García M., Caballero M., Rodríguez S., Morales W., Escolero O., Correa-Metrio A., Schwalb A., Pérez L. 2022. Evidence of recurrent shoreline regression-transgression events found in deltaic sediments of Lake Tzibaná, Chiapas, Mexico. Journal of Paleolimnology, https://doi.org/10.1007/s10933-022-00264-7
- Anslan S., Kang W., Dulias K., Wünnemann B., Echeverría Galindo, P., Börner N., Schwarz A., Liu Y., Liu K., Künzel S., Kisand V., Rioual P., Peng P., Wang J., Zhu L., Vences M., Schwalb A. 2022. Compatibility of Diatom Valve Records With Sedimentary Ancient DNA Amplicon Data: A Case Study in a Brackish, Alkaline Tibetan Lake. Front. Earth Sci., https://doi.org/10.3389/feart.2022.824656
- Obrist-Farner, J., Brenner, M., Stone, R., Wokewódka, M., Eckert, A., Locmelis, M., Curtis, J., Zimmerman, S., Correa-Metrio, A., Duarte, E., Schwalb, A., and Niewerth, E., Echeverría Galindo, P., Pérez, L. 2022. New estimates of the magnitude of sea-level jump during the 8.2 ka event. Geology, https://doi.org/10.1130/G49296.1
- Echeverría-Galindo P., Sten Anslan, Peter Frenzel, Wengang Kang, Nicole Börner, Anja Schwarz, Sven Künzel, Miguel Vences, Liseth Pérez, Junbo Wang, Ping Peng, Wang J., Liping Zhu, Antje Schwalb. 2021. High-throughput identification of non-marine ostracodes the Tibetan Plateau: Evaluating the success of various primers on sedimentary DNA samples. Environmental DNA, https://onlinelibrary.wiley.com/doi/10.1002/edn3.222
- Pérez, L., Correa-Metrio, A., Cohuo, S., González, L. M., Echeverría-Galindo, P., Brenner, M., Curtis, J., Kutterolf, S., Stockhecke, M., Schnek, F., Bauersachs, T., Schwalb, A. 2021. Ecological turnover in neotropical freshwater and terrestrial communities during episodes of abrupt climate change. Quaternary Research, 1–11. http://doi.org/10.1017/qua.2020.124
- Kang W., Anslan S., Börner N., Schwarz A., Schmidt R., Künzel S., Rioual P., Echeverría-Galindo P., Vences M., Wang J., Schwalb A. 2021. Diatom metabarcoding and microscopic analyses from sediment samples at Lake Nam Co, Tibet: The effect of sample-size and bioinformatics on the identified communities. Ecological indicators,  https://doi.org/10.1016/j.ecolind.2020.107070
- Cohuo, S., Macario-Gonzalez, L., Wagner, S., Naumann, K., Echeverria, P., Pérez, L., Curtis, J., Brenner, M., and Schwalb, A. 2020. Influence of late Quaternary climate on the biogeography of Neotropical aquatic species as reflected by non-marine ostracodes. Biogeosciences Discuss., https://doi.org/10.5194/bg-2019-50
- Anslan, S., Azizi Rad, M., Buckel, J., Echeverría Galindo, P., Kai, J., Kang, W., Keys, L., Maurischat, P., Nieberding, F., Reinosch, E., Tang, H., Tran, T. V., Wang, Y., and Schwalb, A. 2020. Reviews and syntheses: How do abiotic and biotic processes respond to climatic variations at the Nam Co catchment (Tibetan Plateau)? Biogeosciences Discuss., https://doi.org/10.5194/bg-2019-50
- Echeverría-Galindo P., Pérez L., Correa-Metrio A., Avendaño C., Moguel B., Brenner M., Cohuo S., Macario L., Caballero M., Schwalb A. 2019. Tropical freshwater ostracodes as environmental indicators across an altitude gradient in Guatemala and Mexico. International Journal of Tropical Biology and Conservation,[6] Rev.Biol.Trop. https://doi.org/10.15517/rbt.v67i4.33278
- Charqueño-Celis, N., Garibay, M., Sigala, I., Brenner, M., Echeverría-Galindo, P., Lozano, S., Massaferro, J., Pérez, L. 2019. Testate amoebae (Amoebozoa: Arcellinidae) as indicators of dissolved oxygen concentration and water depth in lakes of the Lacandón Forest, southern México. Journal of Limnology, https://doi.org/10.4081/jlimnol.2019.1936
- Díaz A., Pérez L., Correa-Metrio A., Franco-Gaviria J., Echeverría P., Curtis J., Brenner M. 2017. Holocene environmental history of tropical, mid-altitude. Lake Ocotalito, Mexico, inferred from ostracodes and non-biological indicators. The Holocene,[7] https://doi.org/10.1177/0959683616687384

## Premios y reconocimientos
- Reconocimiento como una de las cinco más brillantes científicas jóvenes trabajando en Latinoamérica y el Caribe y electa en 2022 como miembro afiliado de TWAS - LACREP. (2022-2028).
- Beca de la Asociación Internacional de Limnología y la Asociación Internacional de Paleolimnología (IAL-IPA) para asistir a congreso internacional en Bariloche, Argentina. (2022).
- Beca de financiamiento otorgada por el Grupo Internacional de Investigación en Formación 'Geoecosistemas en Transición en la Plataforma Tibetana (TransTiP) (2021).
- Premio de la Asociación Cuaternaria Alemana (German Quaternary Association) como miembro de la Unión Internacional para la Investigación del Cuaternario, realizada en Dublín, Irlanda. (2019)
- Beca de viaje por parte de la Asociación Internacional de Paleolimnología y la Asociación Internacional de Limnología (IPA-IAL Archivado el 25 de enero de 2018 en Wayback Machine. por sus siglas en inglés), realizada en Estocolmo, Suecia. (2018)
- Beca del Consejo Nacional de Ciencia y Tecnología (CONACYT) para realizar estudios de maestría en la Universidad Nacional Autónoma de México (UNAM) en la Ciudad de México. (2016)
- Beca de movilidad por parte de Heinrich Böll stiftung Lateinamerika, oficina Ciudad de México y el Caribe. Programa de becas Sur Place para estudiantes de Centroamérica y Caribe.

## Conferencias
- Taller de Bad Waldsee, Bad Waldsee. Diatomeen und der Dreißigjährige Krieg: Ein Blick auf das Ökosystem des Stadtsees in Bad Waldsee. En Alemán. Presentación de póster. (2023)
- GeoBerlin. Aquatic biomonitors and biomarkers reveal temperature and environmental changes during the Thirty Years' War: A case study from Bad Waldsee, Germany. En Inglés. Presentación oral. (2023)
- Reunión de la Asociación Internacional de Limnología y la Asociación Internacional de Paleolimnología (IAL-IPA). En inglés. Dos presentaciones orales. (2022) Respuestas de los quironómidos (Insecta: Chironomidae) a cambios hidrológicos durante el Período Cálido Actual en Nam Co, Plataforma Tibetana.  Mujeres, ciencia y desarrollo en América Latina: el caso de limnólogas y paleolimnólogas en la Organización de Mujeres en la Ciencia para el Mundo en Desarrollo - OWSD.
- Unión Europea de Geociencias -vEGU-. Impactos ecológicos causados por episodios alternantes de humedad y sequía durante los últimos 2,000 años en el sur de la Plataforma Tibetana: un registro paleoecológico del lago Nam Co. Presentación oral. (2021)
- Reunión Virtual de Socio-Ambientales del Pasado vPASES. Asistencia y participación en talleres. 2020
- Foro virtual "Indicadores en Paleoecología: conociendo el pasado para entender el futuro de Guatemala". Presentación oral. 2020
- Congreso de la Unión Internacional para la Investigación del Cuaternario (International Union For Quaternary Research) realizado en Dublín, Irlanda. Presentación de póster: Extant Ostracoda and their importance in Quaternary hydrological changes in Lake Nam Co, Tibetan Plateau, China. (2019)
- Reunión conjunta de la Asociación Internacional de Paleolimnología y la Asociación Internacional de Limnología (IPA-IAL por sus siglas en inglés): Unravelling the Past and Future of Lakes.[8] Realizado en Estocolmo, Presentación de póster: A 3800-year paleoenvironmental record from the Lacandon region of Mexico, inferred from testate amoebae and element concentrations in a sediment core from a mid-elevation solution lake. (2018)
- Reunión Anual de la Unión Geofísica Mexicana (RAUGM), realizada en Puerto Vallarta, Jalisco, México. Presentación oral: Paleoenvironmental reconstruction in karst lake Petén Itzá inferred from multiple aquatic bioindicators.[9] (2016)
- Sociedad Internacional de Limnología (SIL por sus siglas en inglés), realizada en Turín, Italia. Presentación de póster: Paleoenvironmental reconstruction from a karst lake in the northern Neotropics inferred from multiple aquatic bioindicators. (2016)